# Dimeria
Dimeria R.Br. é um género botânico pertencente à família Poaceae, subfamília Panicoideae, tribo Andropogoneae.
O gênero apresenta aproximadamente 75 espécies. Ocorrem na África, Ásia, Australásia e Pacífico.

## Sinônimos
- Didactylon Zoll. & Moritzi
- Haplachne C.Presl

## Principais espécies
- Dimeria blatteri  Bor
- Dimeria chloridiformis (Gaudich.) K. Schum. & Lauterb.
- Dimeria ciliata  Merr.
- Dimeria keenanii  Bor
- Dimeria kurumthotticalana K.C. Jacob
- Dimeria namboodiriana N. Ravi & Mohanan
- Dimeria neglecta Tzvelev
- Dimeria raizadae  V.J.Nair P.V.Sreekumar & N.C.Nair
- «PPP-Index Lista completa»